# Dræet
Dræet er en småø syd for Æbelø i Kattegat. Øen har været ubeboet siden 1960, men der er stadig rester af bygninger på øen. Den blev købt af Aage V. Jensens Fonde i 1995 og er fredet. Øen er forbundet med Lindø på Fyn via en ebbevej. 